# Zuid-Korea op de Olympische Zomerspelen 1972
Zuid-Korea nam deel aan de Olympische Zomerspelen 1972 in München, West-Duitsland. Het zouden de laatste Zomerspelen blijken te zijn (tot en met 2008) zonder gouden medaille voor Zuid-Korea.

## Medaillewinnaars

### 2Zilver
- Oh Seung-lip — Judo, mannen middengewicht (80 kg)

## Deelnemers en resultaten per onderdeel

### Atletiek
Mannen, hoogspringen
- Park Sang-Soo
  - Kwalificatieronde - 2.00m (→ ging niet verder)

Mannen 4x100m estafette
- Lee Chung-Ping, Soo Wen-Ho, Chen Chin-Lung en Chen Ming-Chih
  - Serie - 41.78s (→ ging niet verder)

Vrouwen, kogelstoten
- Paik Ok-Ja
  - Kwalificatieronde - 15.78m (→ ging niet verder)

Vrouwen, discuswerpen
- Paik Ok-Ja
  - Kwalificatieronde - Niet gestart (→ ging niet verder)

### Boksen
Mannen lichtmiddengewicht (- 71 kg)
- Jae Keun-Lim
  - Eerste ronde - bye
  - Tweede ronde - versloeg Namchal Tsendaiush (MGL), 3:2
  - Derde ronde - verloor van Rolando Garbey (CUB), technisch knock-out, ronde 2

### Boogschieten
Vrouwen, individueel:
- Kim Ho-Gu - 2369 punten (7e plaats)
- Ju Chun-Sam - 2349 punten (12e plaats)
- Kim Hyang-Min - 2275 punten (20e plaats)

### Zwemmen
Mannen, 400 meter vrije slag:
- Cho Oh-Ryun - Serie: 4:21.78 (ging niet verder)

Mannen, 1.500 meter vrije slag
- Cho Oh-Ryun - Serie: 17:29.23 (ging niet verder)

### Volleybal
Mannen: 7e plaats
- Selectie: Choi Jong-Ok, Chung Dong-Kee, Jin Jun-Tak, Kang Man-Soo, Kim Chung-Han, Kim Kun-Bong, Kim Kyui-Hwan, Lee Chun-Pio, Lee In, Lee Sun-Koo, Lee Yong-Kwan en Park Kee-Won
- Voorronde: 2-3
- Halve finale: Verloor van Roemenië (0-3)
- Finale: Versloeg Brazilië (3-0)

Vrouwen: 4e plaats
- Selectie: Jo Hae-Chung, Kim Eun-Hie, Kim Young-Ja, Lee In-Sook, Lee Jung-Ja, Lee Kyung-Ai, Lee Kyung-Sook, Lee Soon-Bok, Yoon Young-Nae, Yu Jung-Hyae en Yu Kyung-Hwa
- voorronde: 2-1
- Halve finale: Verloor van Japan (0-3)
- Finale: Verloor van D.P.R. Korea (0-3)

### Gewichtheffen
Lichtgewicht:
- Won Shin-Hee - 427,5 kg (7e plaats)

Afghanistan · Albanië · Algerije · Amerikaanse Maagdeneilanden · Argentinië · Australië · Bahama's · Barbados · België · Bermuda · Birma · Bolivia · Bondsrepubliek Duitsland · Brazilië · Brits-Honduras · Bulgarije · Canada · Ceylon · Chili · Colombia · Congo-Brazzaville · Costa Rica · Cuba · Dahomey · Denemarken · Dominicaanse Republiek · Duitse Democratische Republiek · Ecuador · Egypte · El Salvador · Ethiopië · Fiji · Filipijnen · Finland · Frankrijk · Gabon · Ghana · Griekenland · Groot-Brittannië · Guatemala · Guyana · Haïti · Hongarije · Hongkong · Ierland · IJsland · India · Indonesië · Iran · Israël · Italië · Ivoorkust · Jamaica · Japan · Joegoslavië · Kameroen · Kenia · Khmerrepubliek · Koeweit · Lesotho · Libanon · Liberia · Liechtenstein · Luxemburg · Madagaskar · Malawi · Maleisië · Mali · Malta · Marokko · Mexico · Monaco · Mongolië · Nederland · Nederlandse Antillen · Nepal · Nicaragua · Nieuw-Zeeland · Niger · Nigeria · Noord-Korea · Noorwegen · Oeganda · Oostenrijk · Opper-Volta · Pakistan · Panama · Paraguay · Peru · Polen · Portugal · Puerto Rico · Roemenië · San Marino · Saoedi-Arabië · Senegal · Singapore · Soedan · Somalië · Sovjet-Unie · Spanje · Suriname · Swaziland · Syrië · Taiwan · Tanzania · Thailand · Togo · Trinidad en Tobago · Tsjaad · Tsjecho-Slowakije · Tunesië · Turkije · Uruguay · Venezuela · Verenigde Staten · Vietnam · Zambia · Zuid-Korea · Zweden · Zwitserland